# 2660 Wasserman
2660 Wasserman (1982 FG) là một tiểu hành tinh vành đai chính được phát hiện ngày 21 tháng 3 năm 1982 bởi E. Bowell ở Flagstaff (AM).